# Sowjetischer Fußballpokal 1958
Der Sowjetische Fußballpokal 1958 war die 18. Austragung des sowjetischen Pokalwettbewerbs der Männer.
Pokalsieger wurde Vorjahresfinalist Spartak Moskau. Das Team setzte sich im Finale gegen Torpedo Moskau durch. Titelverteidiger Lokomotive Moskau war im Halbfinale der Finalrunde gegen den späteren Finalisten ausgeschieden.

## Modus
Die 94 Zweitligisten wurden geografisch in sechs Zonen unterteilt, die die sechs Gruppen der Klass B von 1958 widerspiegelten. In jeder Zone wurden vier Runden gespielt. Die Sieger der Finalspiele der Zonen 1, 2, 3 und 4 mussten sich einer weiteren Play-off-Runde stellen, während sich die Sieger der Zonen 5 und 6 direkt für die Finalrunde qualifizierten. Dort stiegen die zwölf Erstligisten ein.
Alle Begegnungen wurden in einem Spiel entschieden. Stand es nach regulärer Spielzeit unentschieden, wurde das Spiel um zweimal 15 Minuten verlängert. Stand danach kein Sieger fest, wurde die Begegnung am folgenden Tag an gleicher Stelle wiederholt.

## Teilnehmende Teams
| Klass A (12) | Klass A (12) | Klass A (12) | Klass A (12) | Klass A (12) | Klass A (12) |
| --- | --- | --- | --- | --- | --- |
| - Dynamo Moskau - Lokomotive Moskau | - Spartak Moskau - Torpedo Moskau | - ZSK MO Moskau - Dynamo Kiew | - Dinamo Tiflis - Moldova Kischinjow | - Krylja Sowetow Kuibyschew - Schachtjor Stalino | - Admiraltejez Leningrad - Zenit Leningrad |
| Klass B (94) | | | | | |
| Zone 1 (16) | Zone 2 (16) | Zone 3 (16) | Zone 4 (16) | Zone 5 (16) | Zone 6 (14) |
| - Awangard Nikolajew - Dynamo Kirow - Dynamo Uljanowsk - Energija Wolschski - Iskra Kasan - Lokomotive Saratow - SKWO Odessa - Spartak Cherson - Swesda Kirowograd - Team Woronesch - Torpedo Gorki - Torpedo Taganrog - Traktor Stalingrad - Trudowyje Reserwy Leningrad - Trudowyje Reserwy Lipezk - Zenit Ischewsk | - Awangard Charkow - Awangard Simferopol - Chimik Dnjeprodserschinsk - Chimik Jaroslawl - Kolchosnik Poltawa - Kolchosnik Tscherkassy - Metallurg Dnjepropetrowsk - Metallurg Saporoschje - Raketa Gorki - Rostselmasch Rostow - SKTschF Sewastopol - Snamja Truda Orechowo-Sujewo - Tekstilschtschik Iwanowo - Trud Stalinogorsk - Trudowyje Reserwy Kursk - Trudowyje Reserwy Lugansk | - Baltika Kaliningrad - Daugava Riga - Dünamo Tallinn - Kolchosnik Rowno - Lokomotive Winniza - LTI Leningrad - Spartak Minsk - Spartak Stanislaw - Spartak Uschgorod - Spartak Vilnius - SKWO Kiew - SKWO Lwow - Tschornomorez Odessa - Trud Gluchowo - Uroschai Minsk - Wolga Kalinin | - Burewestnik Tiflis - FK Kuban Krasnodar - Lokomotive Kutaissi - Lokomotive Stalino - Metallurg Stalingrad - Neftjanik Baku - Schachtjor Kadijiwka - Schachtjor Schachty - Schirak Leninakan - Spartak Jerewan - Spartak Stawropol - SKWO Rostow - SKWO Tiflis - Temp Machatschkala - Terek Grosny - Trud Astrachan | - Chimik Beresniki - Dewon Ufa - Hosilot Stalinabad - Kairat Alma-Ata - Kolchostschy Aschchabat - Lokomotive Tscheljabinsk - Maschinostroitel Swerdlowsk - Metallurg Magnitogorsk - Metallurg Nischni Tagil - Pachtakor Taschkent - Pamir Leninabad - Schachtjor Karaganda - SKWO Swerdlowsk - Spartak Frunse - Swesda Perm - Trudowyje Reserwy Taschkent | - Chimik Kemerowo - Energija Irkutsk - Irtysch Omsk - Lokomotive Komsomolsk - Lokomotive Krasnojarsk - Lokomotive Swobodny - Lokomotive Ulan-Ude - Lutsch Wladiwostok - Metallurg Stalinsk - SibSelMasch Nowosibirsk - SKWO Chabarowsk - SKWO Tschita - Tomitsch Tomsk - Uroschai Barnaul |

## Vorrunde

### Zone 1

#### Achtelfinale
| Datum      |                          | Ergebnis  |                             |
| ---------- | ------------------------ | --------- | --------------------------- |
| 02.07.1958 | Awangard Nikolajew       | 0:2       | Spartak Cherson             |
| 02.07.1958 | Energija Wolschski       | 0:2       | Dynamo Kirow                |
| 02.07.1958 | Iskra Kasan              | 3:1       | Team Woronesch              |
| 02.07.1958 | Torpedo Taganrog         | 3:1       | SKWO Odessa                 |
| 02.07.1958 | Zenit Ischewsk           | 4:1       | Lokomotive Saratow          |
| 03.07.1958 | Swesda Kirowograd        | 4:0       | Torpedo Gorki               |
| 04.07.1958 | Traktor Stalingrad       | 2:3       | Dynamo Uljanowsk            |
| 04.07.1958 | Trudowyje Reserwy Lipezk | 1:1 n. V. | Trudowyje Reserwy Leningrad |

##### Wiederholungsspiel
| Datum      |                          | Ergebnis |                             |
| ---------- | ------------------------ | -------- | --------------------------- |
| 05.07.1958 | Trudowyje Reserwy Lipezk | 1:3      | Trudowyje Reserwy Leningrad |

#### Viertelfinale
| Datum      |                  | Ergebnis |                             |
| ---------- | ---------------- | -------- | --------------------------- |
| 06.07.1958 | Dynamo Kirow     | 3:1      | Iskra Kasan                 |
| 06.07.1958 | Spartak Cherson  | 0:2      | Swesda Kirowograd           |
| 08.07.1958 | Torpedo Taganrog | 4:1      | Trudowyje Reserwy Leningrad |
| 08.07.1958 | Zenit Ischewsk   | 6:3      | Dynamo Uljanowsk            |

#### Halbfinale
| Datum      |                  | Ergebnis |                   |
| ---------- | ---------------- | -------- | ----------------- |
| 13.07.1958 | Torpedo Taganrog | 2:0      | Swesda Kirowograd |
| 13.07.1958 | Zenit Ischewsk   | 1:0      | Dynamo Kirow      |

#### Finale
| Datum      |                  | Ergebnis |                |
| ---------- | ---------------- | -------- | -------------- |
| 22.07.1958 | Torpedo Taganrog | 2:1      | Zenit Ischewsk |

### Zone 2

#### Achtelfinale
| Datum      |                              | Ergebnis |                          |
| ---------- | ---------------------------- | -------- | ------------------------ |
| 01.07.1958 | Metallurg Saporoschje        | 2:0      | Awangard Simferopol      |
| 01.07.1958 | Snamja Truda Orechowo-Sujewo | 1:0      | Chimik Jaroslawl         |
| 02.07.1958 | Awangard Charkow             | 2:3      | SKTschF Sewastopol       |
| 02.07.1958 | Kolchosnik Poltawa           | 8:1      | Rostselmasch Rostow      |
| 02.07.1958 | Raketa Gorki                 | 3:1      | Tekstilschtschik Iwanowo |
| 02.07.1958 | Trudowyje Reserwy Lugansk    | 6:2      | Trudowyje Reserwy Kursk  |
| 04.07.1958 | Chimik Dnjeprodserschinsk    | 1:2      | Kolchosnik Tscherkassy   |
| 04.07.1958 | Metallurg Dnjepropetrowsk    | 2:1      | Trud Stalinogorsk        |

#### Viertelfinale
| Datum      |                              | Ergebnis  |                           |
| ---------- | ---------------------------- | --------- | ------------------------- |
| 06.07.1958 | Snamja Truda Orechowo-Sujewo | 3:0       | SKTschF Sewastopol        |
| 08.07.1958 | Kolchosnik Tscherkassy       | 2:1       | Raketa Gorki              |
| 09.07.1958 | Kolchosnik Poltawa           | 1:1 n. V. | Metallurg Dnjepropetrowsk |
| 09.07.1958 | Metallurg Saporoschje        | 3:2       | Trudowyje Reserwy Lugansk |

##### Wiederholungsspiel
| Datum      |                    | Ergebnis  |                           |
| ---------- | ------------------ | --------- | ------------------------- |
| 10.07.1958 | Kolchosnik Poltawa | 1:3 n. V. | Metallurg Dnjepropetrowsk |

#### Halbfinale
| Datum      |                              | Ergebnis |                        |
| ---------- | ---------------------------- | -------- | ---------------------- |
| 14.07.1958 | Metallurg Dnjepropetrowsk    | 1:0      | Kolchosnik Tscherkassy |
| 14.07.1958 | Snamja Truda Orechowo-Sujewo | 4:1      | Metallurg Saporoschje  |

#### Finale
| Datum      |                              | Ergebnis |                           |
| ---------- | ---------------------------- | -------- | ------------------------- |
| 20.07.1958 | Snamja Truda Orechowo-Sujewo | 2:0      | Metallurg Dnjepropetrowsk |

### Zone 3

#### Achtelfinale
| Datum      |                      | Ergebnis |                     |
| ---------- | -------------------- | -------- | ------------------- |
| 09.06.1958 | Daugava Riga         | 3:1      | Spartak Uschgorod   |
| 30.06.1958 | Spartak Vilnius      | 1:0      | Spartak Minsk       |
| 02.07.1958 | Tschornomorez Odessa | 2:1      | Uroschai Minsk      |
| 02.07.1958 | Kolchosnik Rowno     | 2:1      | LTI Leningrad       |
| 02.07.1958 | SKWO Lwow            | 5:2      | Wolga Kalinin       |
| 02.07.1958 | Spartak Stanislaw    | 0+:- 1   | Dünamo Tallinn      |
| 02.07.1958 | Trud Gluchowo        | 2:1      | Baltika Kaliningrad |
| 05.07.1958 | Lokomotive Winniza   | 3:1      | SKWO Kiew           |

#### Viertelfinale
| Datum      |                    | Ergebnis  |                      |
| ---------- | ------------------ | --------- | -------------------- |
| 06.07.1958 | Kolchosnik Rowno   | 2:1       | Tschornomorez Odessa |
| 09.07.1958 | Lokomotive Winniza | 2:1       | Trud Gluchowo        |
| 09.07.1958 | SKWO Lwow          | 5:3 n. V. | Spartak Stanislaw    |
| 11.07.1958 | Daugava Riga       | 0+:- 1    | Spartak Vilnius      |

#### Halbfinale
| Datum      |                    | Ergebnis |                  |
| ---------- | ------------------ | -------- | ---------------- |
| 15.07.1958 | Lokomotive Winniza | 4:2      | Daugava Riga     |
| 15.07.1958 | SKWO Lwow          | 4:0      | Kolchosnik Rowno |

#### Finale
| Datum      |                    | Ergebnis |           |
| ---------- | ------------------ | -------- | --------- |
| 20.07.1958 | Lokomotive Winniza | 0:1      | SKWO Lwow |

### Zone 4

#### Achtelfinale
| Datum      |                       | Ergebnis |                      |
| ---------- | --------------------- | -------- | -------------------- |
| 29.06.1958 | Lokomotive Artjomowsk | 2:1      | Schachtjor Schachty  |
| 02.07.1958 | Lokomotive Kutaissi   | 1:0      | Metallurg Stalingrad |
| 06.07.1958 | Schachtjor Kadijiwka  | 1:2      | SKWO Rostow          |
| 06.07.1958 | Schirak Leninakan     | 0:1      | Burewestnik Tiflis   |
| 06.07.1958 | Temp Machatschkala    | 1:0      | Spartak Jerewan      |
| 08.07.1958 | SKWO Tiflis           | 5:3      | Spartak Stawropol    |
| 10.07.1958 | Neftjanik Baku        | 1:2      | FK Kuban Krasnodar   |
| 10.07.1958 | Trud Astrachan        | 0:2      | Terek Grosny         |

#### Viertelfinale
| Datum      |                     | Ergebnis |                       |
| ---------- | ------------------- | -------- | --------------------- |
| 07.07.1958 | Lokomotive Kutaissi | 2:1      | Lokomotive Artjomowsk |
| 13.07.1958 | SKWO Rostow         | 2:1      | Temp Machatschkala    |
| 14.07.1958 | Burewestnik Tiflis  | 2:1      | FK Kuban Krasnodar    |
| 14.07.1958 | Terek Grosny        | 4:3      | SKWO Tiflis           |

#### Halbfinale
| Datum      |              | Ergebnis |                     |
| ---------- | ------------ | -------- | ------------------- |
| 18.07.1958 | SKWO Rostow  | 2:0      | Burewestnik Tiflis  |
| 18.07.1958 | Terek Grosny | 2:0      | Lokomotive Kutaissi |

#### Finale
| Datum      |             | Ergebnis |              |
| ---------- | ----------- | -------- | ------------ |
| 22.07.1958 | SKWO Rostow | 3:0      | Terek Grosny |

### Zone 5

#### Achtelfinale
| Datum      |                          | Ergebnis |                             |
| ---------- | ------------------------ | -------- | --------------------------- |
| 07.07.1958 | Metallurg Magnitogorsk   | 3:1      | Metallurg Nischni Tagil     |
| 22.07.1958 | Chimik Beresniki         | 2:6      | SKWO Swerdlowsk             |
| 22.07.1958 | Lokomotive Tscheljabinsk | 3:1      | Dewon Ufa                   |
| 22.07.1958 | Pachtakor Taschkent      | 3:0      | Hosilot Stalinabad          |
| 22.07.1958 | Pamir Leninabad          | 0:1      | Kolchostschy Aschchabat     |
| 22.07.1958 | Schachtjor Karaganda     | 2:0      | Trudowyje Reserwy Taschkent |
| 22.07.1958 | Spartak Frunse           | 2:1      | Kairat Alma-Ata             |
| 23.07.1958 | Swesda Perm              | 1:2      | Maschinostroitel Swerdlowsk |

#### Viertelfinale
| Datum      |                          | Ergebnis  |                             |
| ---------- | ------------------------ | --------- | --------------------------- |
| 26.07.1958 | Lokomotive Tscheljabinsk | 2:2 n. V. | SKWO Swerdlowsk             |
| 27.07.1958 | Metallurg Magnitogorsk   | 0:2       | Maschinostroitel Swerdlowsk |
| 27.07.1958 | Pachtakor Taschkent      | 3:0       | Kolchostschy Aschchabat     |
| 27.07.1958 | Spartak Frunse           | 2:1       | Schachtjor Karaganda        |

##### Wiederholungsspiel
| Datum      |                          | Ergebnis  |                 |
| ---------- | ------------------------ | --------- | --------------- |
| 27.07.1958 | Lokomotive Tscheljabinsk | 3:5 n. V. | SKWO Swerdlowsk |

#### Halbfinale
| Datum      |                             | Ergebnis |                     |
| ---------- | --------------------------- | -------- | ------------------- |
| 02.08.1958 | Maschinostroitel Swerdlowsk | 2:0      | SKWO Swerdlowsk     |
| 06.08.1958 | Spartak Frunse              | 0:1      | Pachtakor Taschkent |

#### Finale
| Datum      |                     | Ergebnis |                             |
| ---------- | ------------------- | -------- | --------------------------- |
| 20.08.1958 | Pachtakor Taschkent | 02:2 2   | Maschinostroitel Swerdlowsk |

### Zone 6

#### Achtelfinale
| Datum      |                         | Ergebnis  |                        |
| ---------- | ----------------------- | --------- | ---------------------- |
| 06.07.1958 | SKWO Chabarowsk         | 2:0       | Lokomotive Swobodny    |
| 06.07.1958 | Energija Irkutsk        | 2:1       | SKWO Tschita           |
| 06.07.1958 | Chimik Kemerowo         | 1:2 n. V. | Tomitsch Tomsk         |
| 06.07.1958 | Lokomotive Komsomolsk   | 0+:- 3    | Lutsch Wladiwostok     |
| 06.07.1958 | SibSelMasch Nowosibirsk | 2:4       | Lokomotive Krasnojarsk |
| 06.07.1958 | Uroschai Barnaul        | 0+:- 4    | Lokomotive Ulan-Ude    |

#### Viertelfinale
| Datum      |                       | Ergebnis  |                        |
| ---------- | --------------------- | --------- | ---------------------- |
| 10.07.1958 | Lokomotive Komsomolsk | 0:1       | SKWO Chabarowsk        |
| 10.07.1958 | Irtysch Omsk          | 1:1 n. V. | Lokomotive Krasnojarsk |
| 10.07.1958 | Tomitsch Tomsk        | 0:1       | Energija Irkutsk       |
| 10.07.1958 | Uroschai Barnaul      | 6:1       | Metallurg Stalinsk     |

##### Wiederholungsspiel
| Datum      |              | Ergebnis |                        |
| ---------- | ------------ | -------- | ---------------------- |
| 11.07.1958 | Irtysch Omsk | 0:1      | Lokomotive Krasnojarsk |

#### Halbfinale
| Datum      |                        | Ergebnis  |                  |
| ---------- | ---------------------- | --------- | ---------------- |
| 15.07.1958 | Energija Irkutsk       | 2:1 n. V. | Uroschai Barnaul |
| 15.07.1958 | Lokomotive Krasnojarsk | 3:1       | SKWO Chabarow    |

#### Finale
| Datum      |                        | Ergebnis |                  |
| ---------- | ---------------------- | -------- | ---------------- |
| 20.07.1958 | Lokomotive Krasnojarsk | 4:2      | Energija Irkutsk |

### Play-offs
In den Spielen trat der Sieger der Zone 1 gegen den Sieger der Zone 2, sowie der Sieger der Zone 3 gegen den Sieger der Zone 4 an. Die Gewinner der Zonen 4 und 5 waren direkt für die 2. Phase qualifiziert.
| Datum      |                              | Ergebnis  |                  |
| ---------- | ---------------------------- | --------- | ---------------- |
| 30.07.1958 | Snamja Truda Orechowo-Sujewo | 1:0 n. V. | Torpedo Taganrog |
| 16.08.1958 | SKWO Lwow                    | 4:3 n. V. | SKWO Rostow      |

## Finalrunde

### Achtelfinale
Teilnehmer: Die Sieger der Zonen 5 und 6, die beiden Sieger der Play-offs, sowie die zwölf Erstligisten.
| Datum      |                              | Ergebnis |                    |
| ---------- | ---------------------------- | -------- | ------------------ |
| 25.08.1958 | Lokomotive Krasnojarsk       | 3:0      | Zenit Leningrad    |
| 02.10.1958 | Pachtakor Taschkent          | 2:1      | SKWO Lwow          |
| 05.10.1958 | Snamja Truda Orechowo-Sujewo | 2:1      | Moldova Kischinjow |
| 06.10.1958 | Dynamo Kiew                  | 0:4      | Spartak Moskau     |
| 07.10.1958 | Admiraltejez Leningrad       | 3:1      | Dinamo Tiflis      |
| 07.10.1958 | Dynamo Moskau                | 2:1      | ZSK MO Moskau      |
| 07.10.1958 | Schachtjor Stalino           | 1:2      | Torpedo Moskau     |
| 08.10.1958 | Krylja Sowetow Kuibyschew    | 0:2      | Lokomotive Moskau  |

### Viertelfinale
| Datum      |                        | Ergebnis |                              |
| ---------- | ---------------------- | -------- | ---------------------------- |
| 10.10.1958 | Spartak Moskau         | 4:1      | Lokomotive Krasnojarsk       |
| 11.10.1958 | Admiraltejez Leningrad | 1:6      | Torpedo Moskau               |
| 11.10.1958 | Lokomotive Moskau      | 2:1      | Snamja Truda Orechowo-Sujewo |
| 11.10.1958 | Pachtakor Taschkent    | 0:2      | Dynamo Moskau                |

### Halbfinale
| Datum      |                | Ergebnis |                   |
| ---------- | -------------- | -------- | ----------------- |
| 10.10.1958 | Spartak Moskau | 2:1      | Dynamo Moskau     |
| 27.10.1958 | Torpedo Moskau | 2:1      | Lokomotive Moskau |

### Finale
| Paarung        | Spartak Moskau – Torpedo Moskau |
| Ergebnis       | 1:0 n. V. |
| Datum          | 2. November 1958 |
| Stadion        | Olympiastadion Luschniki, Moskau |
| Zuschauer      | 110.000 |
| Schiedsrichter | Konstantin Demtschenko |
| Tore           | 1:0 Nikita Simonjan (98.) |
| Spartak Moskau | Walentin Iwakin – Alexei Paramonow, Anatoli Masljonkin, Anatoli Soldatow – Wiktor Tschistjakow, Igor Netto – Iwan Moser, Anatoli Issajew – Nikita Simonjan, Sergei Salnikow, Anatoli Iljin Cheftrainer: Nikolai Guljajew                  |
| Torpedo Moskau | Albert Denisenko – Alexander Medakin, Wiktor Schustikow, Juri Sokolow – Alexander Grischin, Nikolai Senjokow – Slawa Metreweli, Walentin Iwanow – Gennadi Gussarow, Juri Falin (Oleg Sergejew), Witali Arbutow Cheftrainer: Wiktor Maslow |